# Define Me
Define Me je čtyřčlenná česká modern rocková hudební skupina z Prahy, založená v roce 2015.
Prvně o sobě dala vědět singly "Let's Burn Down The Sky", "Dream With Me", "Serenadead" a "New Dawn". V roce 2017 dochází ke změně sestavy a noví členové společně vydávají singl "Identity".
Následně kapela zahajuje spolupráci s anglickým producentem Danem Wellerem a v listopadu téhož roku odjíždí do studia Chapel v Anglii natočit debutové album.
První klipový singl "Wake Up Honey" vyšel 2.12.2018 pod vydavatelstvím Blakkwood Records v distribuci Universal Music.

## Členové
- Pavel Hošek - hlavní zpěv, kytara (2015 - současnost)
- Jakub Rissaweg - kytara, zpěv (2015 - současnost)
- Martin Rokos - bicí (2017 - současnost)
- Petr Zajíček - baskytara, zpěv (2017 - současnost)

## Zajímavosti
- V roce 2015 kapela zahrála svůj první koncert v rámci akce Vans Classic and Urban Store v pražském Lucerna Music Baru.
- V roce 2017 kapela v nové sestavě koncertovala na festivalu Mighty Sounds v Táboře.[5]
- Na připravovaném debutovém EP k filmové atmosféře přispěla i česká violoncellistka Terezie Kovalová.
- Videoklip ke skladbě "Wake Up Honey" se natáčel v anglickém Liverpoolu.